# Conus protens
Conus protens é uma espécie de gastrópode do gênero Conus, pertencente a família Conidae.